# Mi adorable demonio
Mi adorable demonio (en hangul, 마이 데몬; romanización revisada, Mai demon; literalmente, «Mi demonio») es una serie de televisión surcoreana dirigida por Kim Jang-han y Kwon Da-som, y protagonizada por Kim Yoo-jung, Song Kang, Lee Sang-yi y Kim Hae-sook. Se emitió por el canal SBS desde el 27 de noviembre de 2023 hasta el 20 de enero de 2024, los viernes y sábados a las 22:00 (hora local coreana). También está disponible en la plataforma Netflix para algunas regiones del mundo.

## Sinopsis
Do Do-hee es la heredera chaebol de Mirae Group; es una joven arrogante, desconfiada y cínica en el amor, y tiene enemigos por todos lados. Para cumplir con una condición puesta para acceder a la herencia, Do-hee celebra un matrimonio por contrato con Jung Goo-won, un demonio que desprecia a los humanos y que lleva doscientos años en este mundo haciendo tratos peligrosos con ellos. Pero tras conocer a Do-hee pierde sus poderes de la noche a la mañana, y para evitar su propia muerte debe protegerla.

## Reparto

### Principal
- Kim Yoo-jung como Do Do-hee / Wol Shim, la heredera de una familia chaebol que solo tiene enemigos y nadie en quien pueda confiar, y que acaba firmando un pacto con un diablo.[1][5]
  - Kim Kyoo-bin como Do-hee de joven.
- Song Kang como Jung Goo-won / Seo Yi-sun, un demonio que ha tratado a los humanos como si fueran insignificantes y se ha comportado como un superdepredador durante más de 200 años, pero que se enreda con una mujer muy extraña, Do-hee, y pierde repentinamente sus poderes.[1][5][6]
- Lee Sang-yi como Joo Seok-hoon, el director ejecutivo de Mirae Investment, una filial de Mirae Group. Es una persona con una imagen elegante, un espíritu libre y despreocupado, y el único personaje en el que confía Do-hee.[7]
- Kim Hae-sook como la presidenta Joo Cheon-sook, la tía de Seok-hoon y fundadora de Mirae Group.[8]

### Secundario

#### Mirae Group
- Kim Tae-hoon como Noh Seok-min, el primogénito de Cheon-sook, que es director ejecutivo de Mirae Electronics.[8]
- Lee Yoon-ji como Noh Soo-an, la segunda hija de Cheon-sook y directora ejecutiva de Mirae Apparel. Enamorada de la vida en París, finge ser noble, pero su verdaderos carácter es revelado por sus hijos gemelos.[8][9][10]
- Cho Yeon-hee como Kim Se-ra, la esposa de Seok-min y directora general de Mirae Electronics.[8][11]
- Kang Seung-ho como Noh Do-kyung, el único hijo de Seok-min y Se-ra, que es el director de Mirae Electronics.[8][12]
- Park Do-yoon como Austin, hijo de Soo-an y hermano gemelo de Justin.
- Kang Da-on como Justin, hijo de Soo-an y hermano gemelo de Austin.

#### Fundación Sunwol
- Cho Hye-joo como Jin Ka-young, una bailarina cuya especialidad son las artes marciales tradicionales de doble espada que quiere convertirse en la única «compañera» de Goo-won.[8][13]
- Huh Jung-do como Park Bok-gyoo, director de la Fundación Sunwol y primer contratista de Goo-won hace 200 años.[8]

#### Mirae F&B
- Seo Jung-yeon como Shin Da-jung, la secretaria de Do-hee.[8]
- Park Jin-woo como Han Min-soo, jefe del equipo de relaciones públicas de Mirae F&B.
- Lee Ji-won como Choi Jung-mi, subdirectora de relaciones públicas de Mirae F&B.
- Hong Jin-gi como Lee Han-sung, el nuevo empleado de relaciones públicas de Mirae F&B, que afirma ser el entrenador de citas de Jung Goo-won.[14]

#### Otros
- Cha Chung-hwa como Noh Sook-nyeo, una mujer sin hogar/deidad.
- Kim Beop-rae como el jefe de la pandilla.[15]
- Jung Soon-won como el gánster número 2.[16]
- Im Cheol-hyung como el detective Park Kyung-soo.[17]
- Jeon Seok-chan como el detective Oh.
- Seo Sang-won como el padre Michael.
- Tae Won-seok como el director de la academia de lucha libre.
- Joo Seok-tae como Cha Tae-joon.

### Apariciones especiales
- Kim Young-jae como el padre de Do-hee.[18]
- Woo Hee-jin como la madre de Do-hee.[19]

## Producción
El 18 de enero de 2023 las agencias de Kim Yoo-jung y Song Kang anunciaron que estaban considerando aparecer en la serie. Para Song Kang esta serie y la casi simultánea segunda temporada de Sweet Home son sus últimos trabajos antes de cumplir con el servicio militar. Por otra parte, el 14 de abril se confirmó la participación de Lee Sang-yi con el personaje de Joo Seok-hoon.
El 17 de octubre se publicaron imágenes de la lectura del guion, que había tenido lugar el 12 de abril. El rodaje comenzó inmediatamente después y se prolongó hasta el sucesivo mes de octubre. El 13 de noviembre se difundieron fotogramas de algunas escenas. En las semanas precedentes a su salida a antena se lanzaron asimismo algunos avances de contenido y una sesión fotográfica de los protagonistas.

## Banda sonora original
El 13 de noviembre de 2023 SBS difundió la lista de cantantes y grupos que interpretan los temas musicales de la banda sonora original. En dicha lista aparecen New Jeans, 10CM, Kang Min-kyung de Davichi, Winter de Aespa, Roy Kim, Sam Kim, Dawn y Yoari.
El 20 de enero de 2024 se publicó el disco doble 마이데몬 OST Special All Track, que contiene 65 pistas con la banda sonora completa de la serie.
| Parte | Fecha de publicación                                                                | Título                                                                               | Letra                                                                               | Música                                                                              | Artista                                                                             | Dur.                                                                                | Ref.                                                                                |
| ----- | ----------------------------------------------------------------------------------- | ------------------------------------------------------------------------------------ | ----------------------------------------------------------------------------------- | ----------------------------------------------------------------------------------- | ----------------------------------------------------------------------------------- | ----------------------------------------------------------------------------------- | ----------------------------------------------------------------------------------- |
| 1     | 24 de noviembre de 2023                                                             | 우리의 밤은 당신의 낮보다 아름답다 [«Nuestras noches son más hermosas que tus días»] | Bae Young-jun                                                                       | Bae Young-jun                                                                       | NewJeans                                                                            | 3:12                                                                                | [ 29 ]                                                                              |
| 2     | 1 de diciembre de 2023                                                              | 그대가 있는 곳, 언제 어디든 [«Estés donde estés, en cualquier momento y lugar»]      | Lee Ki-hwan, More                                                                   | Lee Ki-hwan, More, Go Hyeong-eun                                                    | Roy Kim                                                                             | 3:41                                                                                | [ 30 ]                                                                              |
| 3     | 8 de diciembre de 2023                                                              | «With You»                                                                           | Hana                                                                                | Tom and Jerry                                                                       | Winter                                                                              | 4:15                                                                                | [ 31 ]                                                                              |
| 4     | 9 de diciembre de 2023                                                              | 우리 사라져도 [«Incluso si desaparecemos»]                                           | Kim Woon-jin, Lee Seong-geun                                                        | Kim Woon-jin, Lee Seong-geun                                                        | Dawn                                                                                | 3:57                                                                                | [ 32 ]                                                                              |
| 5     | 15 de diciembre de 2023                                                             | 그대라는 봄 [«La primavera te llamó»]                                                | Jang Hyun-ki, Ruiz, Wooh!, Kim Jong-heon (Psycho Tension)                           | Wooh!, Kim Jong-heon (Psycho Tension), Ruiz                                         | Sam Kim                                                                             | 3:41                                                                                | [ 33 ]                                                                              |
| 6     | 23 de diciembre de 2023                                                             | «True»                                                                               | Leafia (20 Hz), Park Seul-gi (20 Hz)                                                | Park Seul-gi (20 Hz)                                                                | Yoari                                                                               | 3:14                                                                                | [ 34 ]                                                                              |
| 7     | 5 de enero de 2024                                                                  | 방법 (The way to lose you)                                                           | Lee Yeon                                                                            | Lee Yeon                                                                            | 10 cm                                                                               | 4:21                                                                                | [ 35 ]                                                                              |
| 8     | 12 de enero de 2024                                                                 | 오늘이 마지막인 것처럼 [«Como si hoy fuera el último día»]                           | Kim Won                                                                             | Kim Won, Lim Ji-soo, Shim In-yong                                                   | Kang Min-kyung (Davichi)                                                            | 3:53                                                                                | [ 36 ]                                                                              |
| Notas | Las canciones de la banda sonora tienen una versión instrumental de igual duración. | Las canciones de la banda sonora tienen una versión instrumental de igual duración.  | Las canciones de la banda sonora tienen una versión instrumental de igual duración. | Las canciones de la banda sonora tienen una versión instrumental de igual duración. | Las canciones de la banda sonora tienen una versión instrumental de igual duración. | Las canciones de la banda sonora tienen una versión instrumental de igual duración. | Las canciones de la banda sonora tienen una versión instrumental de igual duración. |

## Audiencia
| Temporada | Temporada | Episodio número | Episodio número | Episodio número | Episodio número | Episodio número | Episodio número | Episodio número | Episodio número | Episodio número | Episodio número | Episodio número | Episodio número | Episodio número | Episodio número | Episodio número | Episodio número | Promedio |
| Temporada | Temporada | 1               | 2               | 3               | 4               | 5               | 6               | 7               | 8               | 9               | 10              | 11              | 12              | 13              | 14              | 15              | 16              | Promedio |
| --------- | --------- | --------------- | --------------- | --------------- | --------------- | --------------- | --------------- | --------------- | --------------- | --------------- | --------------- | --------------- | --------------- | --------------- | --------------- | --------------- | --------------- | -------- |
|           | 1         | 803             | 657             | 829             | 738             | 667             | 833             | 845             | 878             | —               | —               | 788             | —               | 752             | 753             | 711             | 727             | N/A      |

| Episodio | Fecha de emisión        | Índices de audiencia | Índices de audiencia | Índices de audiencia |
| Episodio | Fecha de emisión        | Nielsen Korea        | Nielsen Korea        | TNmS                 |
| Episodio | Fecha de emisión        | Nacional             | Seúl                 | Nacional             |
| --- | ----------------------- | -------------------- | -------------------- | -------------------- |
| 1 | 24 de noviembre de 2023 | 4,5 % (11.ª)         | 5,1 % (8.ª)          | ND                   |
| 2 | 25 de noviembre de 2023 | 3,4 % (20.ª)         | 3,4 % (19.ª)         | 2,9 % (20.ª)         |
| 3 | 1 de diciembre de 2023  | 4,2 % (13.ª)         | 4,4 % (11.ª)         | 3,5 % (18.ª)         |
| 4 | 2 de diciembre de 2023  | 4,0 % (14.ª)         | 4,0 % (16.ª)         | 3,5 % (18.ª)         |
| 5 | 8 de diciembre de 2023  | 3,4 % (19.ª)         | 3,6 % (17.ª)         | ND                   |
| 6 | 9 de diciembre de 2023  | 4,7 % (9.ª)          | 5,1 % (5.ª)          | ND                   |
| 7 | 15 de diciembre de 2023 | 4,5 % (11.ª)         | 5,2 % (8.ª)          | 3,8 % (19.ª)         |
| 8 | 16 de diciembre de 2023 | 4,7 % (13.ª)         | 5,0 % (12.ª)         | ND                   |
| 9 | 22 de diciembre de 2023 | 4,2 % (16.ª)         | ND                   | ND                   |
| 10 | 23 de diciembre de 2023 | 3,8 % (18.ª)         | ND                   | ND                   |
| 11 | 5 de enero de 2024      | 3,7 % (20.ª)         | 3,9 % (15.ª)         | ND                   |
| 12 | 6 de enero de 2024      | 2,9 % (23.ª)         | ND                   | ND                   |
| 13 | 12 de enero de 2024     | 3,6 % (17.ª)         | 3,7 % (14.ª)         | ND                   |
| 14 | 13 de enero de 2024     | 3,4 % (21.ª)         | 3,7 % (14.ª)         | ND                   |
| 15 | 19 de enero de 2024     | 3,7 % (17.ª)         | 4,0 % (13.ª)         | ND                   |
| 16 | 20 de enero de 2024     | 3,5 % (20.ª)         | 3,7 % (15.ª)         | ND                   |
| Promedio | Promedio                | 3,9 %                | —                    | —                    |
| - En la tabla superior, los números azules representan las calificaciones más bajas y los números rojos representan las más altas. - 'ND' señala que no se dispone del dato para la fecha correspondiente. |                         |                      |                      |                      |

## Premios y nominaciones
| Año  | Premios          | Categoría                                        | Candidato                | Resultado | Ref.   |
| ---- | ---------------- | ------------------------------------------------ | ------------------------ | --------- | ------ |
| 2023 | SBS Drama Awards | Premio a la gran excelencia, actor en miniserie  | Song Kang                | Ganador   | [ 40 ] |
| 2023 | SBS Drama Awards | Premio a la gran excelencia, actriz en miniserie | Kim Yoo-jung             | Ganadora  | [ 40 ] |
| 2023 | SBS Drama Awards | Mejor pareja                                     | Song Kang y Kim Yoo-jung | Ganadores | [ 41 ] |
| 2023 | SBS Drama Awards | Mejor actriz de reparto en miniserie             | Seo Jeong-yeon           | Ganadora  | [ 42 ] |
| 2023 | SBS Drama Awards | Mejor actor de reparto en miniserie              | Jung Soo-won             | Ganador   | [ 42 ] |
| 2023 | SBS Drama Awards | Mejor actriz de reparto en miniserie             | Lee Yoon-ji              | Nominada  | [ 42 ] |
| 2023 | SBS Drama Awards | Mejor actor de reparto en miniserie              | Heo Jung-do              | Nominado  | [ 42 ] |
| 2023 | SBS Drama Awards | Ladrón de escenas                                | Kim Cheol-jin            | Nominada  | [ 43 ] |
| 2023 | SBS Drama Awards | Premio a la excelencia, actor en miniserie       | Kim Tae-hoon             | Nominado  | [ 44 ] |